# Aleksi Perälä
Aleksi Perälä est un artiste finlandais de musique électronique apparenté au genre IDM (Intelligent dance music) ou Electronica. Il est né en 1976.
Aleksi Perälä est signé sur le label anglais d'Aphex Twin et de Grant Wilson-Claridge (Rephlex).
Il s'est fait connaître en début de carrière sous le nom d'Ovuca, il a par la suite utilisé divers pseudonymes tels que Astrobotnia, Pabbol Mosruttlos, Boom Blaster, Allu-Pallu ou encore Cylobotnia (quand il a travaillé avec Cylob).

## Discographie sélective
- 1999 : Lactavent, sous Ovuca (Rephlex)
- 2000 : King Stacey, sous Ovuca (Rephlex)
- 2000 : Onclements, sous Ovuca (Rephlex)
- 2001 : Wasted Sunday, sous Ovuca (Rephlex)
- 2002 : Part 01, sous Astrobotnia (Rephlex)
- 2002 : Part 02, sous Astrobotnia (Rephlex)
- 2002 : Part 03, sous Astrobotnia (Rephlex)
- 2003 : Cylobotnia, avec Cylob (Rephlex)
- 2007 : Project V (Rephlex)
- 2009 : Boom Blaster (Rephlex)
- 2009 : Mental Union (Rephlex)
- 2011 : Part 00 (AP Musik)
- 2013 : MU3 (Rephlex)
- 2014 à 2016 : The Colundi Sequence, Level 1 à 16 (AP Musik)
- 2017 : Simulation (Clone Basement Series)
- 2017 : Simulation X (Clone Basement Series)
- 2017 : Paradox (трип)
- 2017 : LF RMX 004 (LF RMX)
- 2018 : Sunshine EP (Djak-Up-Bitch)
- 2018 : Sunshine 2 (AP Musik)
- 2019 : Sunshine 3 (Djak-Up-Bitch)